# Дебреценски железничарски спортен клуб
Дебреценският железничарски спортен клуб (на унгарски: Debreceni Vasutas Sport Club, DVSC, Дебрецени Вашуташ Шпорт Клуб) е унгарски футболен клуб от град Дебрецен. Позвището на отбора е Локи - от локомотив.
Основан е на 17 май 1902 година, когато градът е е в Австро-Унгария. Играе домакинските си мачове на стадион „Надердеи“ с капацитет 20 340 места.

## Предишни имена
| Години      | Име                                                                                |
| ----------- | ---------------------------------------------------------------------------------- |
| 1902 – 1918 | „Едетертеш Футбал Клуб“ Egyetértés Futball Club                                    |
| 1918 – 1926 | „Дебрецени Вашуташ Шпорт Клуб (ДВШК)“ Debreceni Vasutas Sport Club (DVSC)          |
| 1926 – 1940 | „Бочкай ФК“ Bocskai FC                                                             |
| 1940 – 1948 | „ДВШК“ DVSC                                                                        |
| 1948 – 1949 | „Дебрецени Вашуташ Шпорт Едешюлет (ДВШЕ)“ Debreceni Vasutas Sport Egyesület (DVSE) |
| 1949 – 1955 | „Дебреценски локомотив“ Debreceni Lokomotív                                        |
| 1955 – 1956 | „Дебреценски Тьореквеш“ Debreceni Törekvés                                         |
| 1957 – 1979 | „ДВШК“ DVSC                                                                        |
| 1979 – 1989 | „ДМВШК“ (обединение с DMTE) DMVSC                                                  |
| от 1989     | Дебреценски железничарски спортен клуб DVSC                                        |

## Успехи

### Национални
- Първа лига:
  -  Шампион (7): 2004/05, 2005/06, 2006/07, 2008/09, 2009/10, 2011/12, 2013/14
  -  Второ място (1): 2007/08
  -  Трето място (6): 1994/95, 2002/03, 2003/04, 2015/16, 2018/19, 2022/23
- Купа на Унгария по футбол:
  -  Носител (6): 1998/99, 2000/01, 2007/08, 2009/10, 2011/12, 2012/13
  -  Финалист (2): 2003, 2007
- Суперкупа на Унгария:
  -  Носител (5): 2005, 2006, 2007, 2009, 2010
  -  Финалист (4): 2008, 2012, 2013, 2014
- Купа на Лигата на Унгария:
  -  Носител (1): 2010
- Втора лига:
  -  Победител (5): 1959/60, 1961/62, 1978/79, 1988/89, 1992/93

### Международни
- Интертото:
  - 1/2 финалист (1): 1998
- Купа Митропа:
  -  Финалист (1): 1985/86
  - 4-то място (1): 1979/80

## Бивши футболисти
- Ласло Боднар
- Петер Кабат
- Балаж Джуджак
- Гергей Рудолф
- Йожеф Варга
- Марко Тулио
- Игор Богданович
- Иво Георгиев
- Сабин Илие

## Български футболисти
- Иво Георгиев: 1990/93 - (68 мача - 36 гола)
- Кристиян Малинов: 2025... - (0 мача - 0 гола...)